# Antigo Livro de Homilia da Noruega

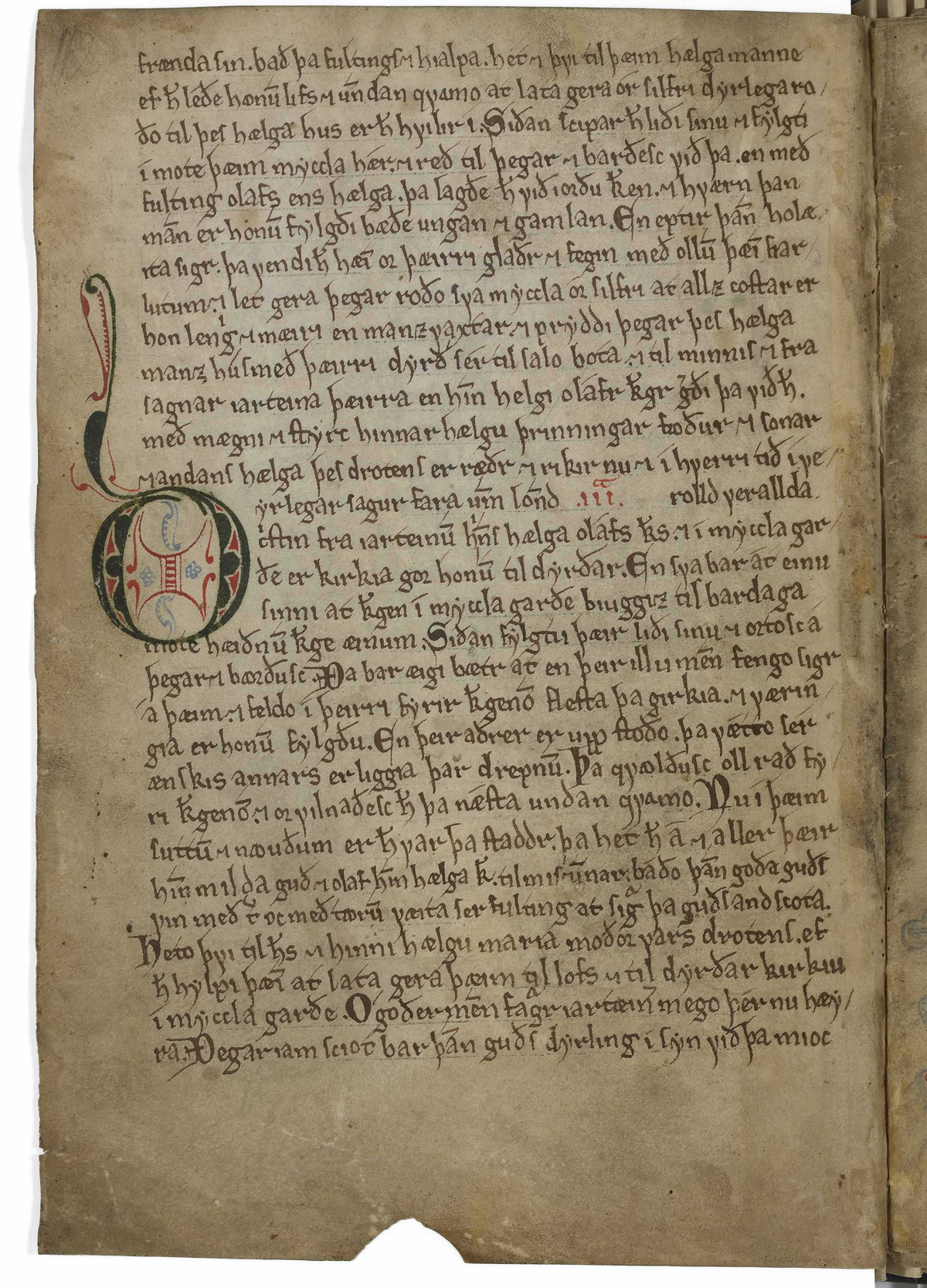
Antigo livro norueguês de homilia.

O Antigo Livro de Homilia da Noruega (AM 619 4to) é uma das duas principais coleções de sermões do Velho Oeste Nórdico. O manuscrito foi escrito por volta de 1200, contemporâneo de outra coleção principal de sermões, o Antigo Livro de Homilia da Islândia; juntos, eles representam algumas das primeiras prosa nórdica do Velho Oeste. Os dois livros de homilia têm 11 textos em comum, todos baseados em exemplares anteriores. Dois desses textos, a ' Homilia da Igreja de Madeira ' e um sermão do Dia de São Miguel, também são encontrados em um dos mais antigos fragmentos do manuscrito islandês, AM 237a fol., Que foi escrito por volta de 1150.
Características linguísticas sugerem que o manuscrito foi escrito na Noruega Ocidental. Os mosteiros beneditinos de Sancti Albani em Selja e Munkalíf em Bergen, e a casa agostiniana de Jónskirkja, também em Bergen, foram propostos como possíveis candidatos para a produção do manuscrito. A última publicação sobre o livro de homilia norueguês, no entanto, argumenta que ele pertence a um grupo de livros antigos noruegueses e latinos que presumivelmente não eram destinados a uma comunidade beneditina, e que muito provavelmente foi escrito na própria cidade de Bergen, seja em Jónskirkja ou o Capítulo da Catedral.
O núcleo do Antigo Livro de Homilia norueguesa é uma série de homilias ordenadas de acordo com o ano eclesiástico, mas também contém material que não é homilético em caráter, como uma tradução completa de Alcuíno de Iorue De virtutibus et vitiis, bem como comentários sobre a Oração do Senhor e o serviço da missa. Por esta razão, é melhor considerado um manual homilético do que um homiliário. Além disso, apesar do nome, as 'homilias' que contém têm um caráter mais próximo da definição de sermões.
Seu estilo é simples e semelhante ao do Íslendingasögur, ao contrário da prosa religiosa posterior que faz uso de sintaxe e vocabulário latino.